# Nihat Akbay
Nihat Akbay (* 1. Januar 1945 in Istanbul; † 24. März 2020 ebenda) war ein türkischer Fußballtorhüter. Durch seine langjährige Tätigkeit für Galatasaray Istanbul wird er stark mit diesem Verein assoziiert. Auf Fan- und Vereinsseiten wird er als einer der bedeutendsten Spieler der Klubgeschichte aufgefasst. Nach dem Weggang der Galatasaray-Legende Yasin Özdenak übernahm er 1976 die Kapitänsbinde und trug sie bis zu seinem Abschied.

## Spielerkarriere

### Beykozspor
Akbay begann mit dem Vereinsfußball in der Nachwuchsabteilung des Istanbuler Vereins Beykozspor. Bei diesem Verein wurde er 1961 als Sechzehnjähriger in die Profimannschaft aufgenommen und verdrängte ab Dezember 1961 den weitaus erfahreneren Sıtkı Taşer. Sein Profidebüt gab er am 2. Dezember 1961 gegen Adana Demirspor in der Milli Lig, der höchsten türkischen Spielklasse. In seiner zweiten Saison hatte Akbay gegenüber Taşer das Nachsehen, kam aber dennoch auf 15 Ligaeinsätze. Erst mit der Saison 1963/64 setzte sich Akbay endgültig als Stammtorhüter durch und behielt diese Stellung bis zu seinem Abschied von diesem Verein. Mit seinem Verein spielte Akbay ab dem Sommer 1963 immer gegen den Abstieg. Nachdem in den Spielzeiten 1963/64 und 1964/65 der Klassenerhalt erreicht und damit der Abstieg abgewendet werden konnte, wurde der Klassenerhalt in der Saison 1965/66 verfehlt. So stieg der Klub als Gründungsmitglied der Milli Lig, nach achtjähriger Erstligazugehörigkeit in die 2. Futbol Ligi ab. Obwohl sich Akbay in den letzten Spielzeiten zu einem der verheißungsvollsten Jungtorhüter entwickelt hatte und auch für türkischen Nationalmannschaft interessant wurde, verließ er Beykozspor nach dem Abstieg nicht und ging mit dem Klub in die 2. Liga. In dieser Liga verlor Akbay phasenweise seine Position im Tor an Taşer und absolvierte zwölf Ligaspiele. Sein Verein beendete die Saison hinter Mersin İdman Yurdu als Tabellenzweiter und verpasste so den direkten Wiederaufstieg. In der zweiten Zweitligasaison steigerte Akbay seine Einsätze, konnte sich aber dennoch nicht als Stammtorhüter behaupten. Sein Klub spielte in dieser Saison unerwartet gegen den Abstieg und beendete die Saison auf dem 14. Tabellenplatz.

### Galatasaray Istanbul
Im Sommer 1967 verließen beim türkischen Spitzenklub Galatasaray Istanbul mit Turgay Şeren, Bülent Gürbüz und Yervant Balcı alle drei Torhüter den Verein. Während Şeren seine Karriere beendete, wechselte der 36-jährige Gürbüz zum Zweitligisten Boluspor und Balcı zum Zweitligisten Samsunspor. Zur neuen Saison verpflichtete der Verein neben dem jugoslawischen Torhüter Tatomir Radunović auch die beiden Jungtorhüter Yasin Özdenak und Faruk Özceylan. Der damalige Cheftrainer entschied sich als Stammtorhüter für den 19-jährigen Özdenak. Dieser absolvierte mit Abstand die meisten Pflichtspiele für seine Mannschaft. Im Sommer wurden Radunović und Özceylan an andere Vereine abgegeben und stattdessen Akbay und der Routinier Varol Ürkmez verpflichtet. Zudem wurde mit Tomislav Kaloperović ein neuer Trainer eingestellt. Dieser ließ den Stammtorhüter der letzten Saison, Özdenak, auf der Bank sitzen und übergab dessen Position an Akbay. Als dessen Ersatz rückte Ürkmez vor, der im weiteren Saisonverlauf Akbay in sechs Partien vertrat. Unter Trainer Kaloperović gelang die erhoffte Türkische Meisterschaft, wodurch Akbay diesen Titel zum ersten Mal gewinnen konnte. Zudem gewann die Mannschaft den Präsidenten-Pokal. In der neuen Saison erlebte die Mannschaft eine sehr unruhige Spielzeit, in der der Trainer und einige Spieler mehrere Kontroversen hatten. Akbays Mannschaft beendete die Saison titellos; einziger Lichtblick war das Erreichen des Viertelfinals im Europapokal der Landesmeister 1969/70. Zeitweise verlor Akbay seinen Stammplatz an Özdenak, absolvierte aber dennoch mehr Ligaspiele als dieser.
Nach der erfolglosen und unruhigen letzten Saison beschloss die Vereinsführung zum Saisonende, eine Kaderrevision durchzuführen. Zu diesem Zweck trennte man sich von Kaloperović und einigte sich stattdessen mit dem britischen Trainer Brian Birch. Darüber hinaus verpflichtete der Verein junge Spieler wie Metin Kurt, Tuncay Temeller und Aydın Güleş. Der neue Trainer formte mit der relativ jungen Mannschaft eine schlagkräftige Truppe, die den türkischen Fußball in den nächsten fünf Jahren dominierte. Birch entschied sich auch dafür, fortan Özdenak als Stammtorhüter spielen zu lassen. Mit dieser neuen Kaderkonstellation gewann die Mannschaft zum Saisonende der Spielzeit 1970/71 die türkische Fußballmeisterschaft. Akbay saß überwiegend auf der Ersatzbank und vertrat Özdenak in vier Ligaspielen. Die Mannschaft gewann in den nachfolgenden zwei Spielzeiten erneut die Meisterschaft, in der Spielzeit 1972/73 gar das Double, und schaffte es damit als erste Mannschaft in der türkischen Fußballhistorie, dreimal in Folge die Meisterschaft der 1. Lig zu gewinnen. Dabei spielte Akbay in der Saison 1971/72 etwa die Hälfte der Ligaspiele. In der Saison 1972/73 hatte er gegenüber Özdenak wieder das Nachsehen. Die nachfolgenden zwei Jahre verliefen eher enttäuschend für die Mannschaft und Akbay. Die Spielzeit 1973/74 beendete die Mannschaft hinter den Erwartungen abgeschlagen auf dem fünften Tabellenplatz und 1974/75 wurde der Verein mit fünf Punkten Unterschied zum Meister Fenerbahçe Istanbul Vizemeister. Akbay absolvierte in der Spielzeit 1973/74 kein Ligaspiel und in der Spielzeit 1974/75 lediglich eins. Erst mit der Saison 1975/76 steigerte sich sowohl Galatasaray als auch Akbay. Zum Sommer 1976 wurde man zwar türkischer Pokalsieger, beendete aber die Saison auf dem dritten Tabellenplatz. Akbay absolvierte in dieser Spielzeit 13 Liga- und vier Pokalspiele.
Im Sommer 1976 wechselte bei Galatasaray der langjährige Stammtorhüter Özdenak zu New York Cosmos. Der Verein versuchte die kommende Saison erst mit Akbay und seinen beiden Vertretungen Yılmaz Pamuk und Doğan Özdenak zu bestehen. Nachdem diese aber aus Sicht des Trainerstabes keine zufriedenstellenden Leistungen zeigten, wurden im Sommer 1977 der jugoslawische Torhüter Boško Kajganić und der türkische Torhüter Bahattin Demircan verpflichtet. Nachdem Kajganić im November 1977 in einem Verkehrsunfall nahe Silivri tödlich verunglückte, wurde die Saison mit Akbay und Demircan zu Ende gebracht. Als Andenken trug Akbay nach dem Tod Kajganić' lange Zeit dessen Trikot und verkündete nach der Saison das Ende seiner Karriere. Galatasaray verpflichtete daraufhin im Sommer 1978 Eser Özaltındere als Akbays Nachfolger.
Akbay selbst beendete seine Karriere mit einem am 5. August 1978 angesetzten Abschiedsspiel, in dem Galatasaray und Trabzonspor aufeinander trafen.

### Nationalmannschaft
Akbay wurde während seiner Zeit bei Beykozspor im Rahmen eines Freundschaftsspieles gegen Tunesien zum ersten Mal in den Kader der türkischen Nationalmannschaft nominiert. In dieser Partie saß Akbay lediglich auf der Ersatzbank. Erst in seiner nächsten Nominierung, die im Dezember 1964 folgte, gab er im Testspiel gegen die Bulgarische Nationalmannschaft sein Länderspieldebüt.
Ab dem nächsten Jahr spielte Akbay auch für die Türkische U-21-Nationalmannschaft. Nachdem Akbay bis ins Jahr 1969 gelegentlich nominiert wurde, erhielt er nachfolgend lange Zeit keine Nominierung mehr. Erst 1976 wurde er vom Nationaltrainer Coşkun Özarı wieder in die Nationalmannschaft berufen.
Sein letztes A-Länderspiel absolvierte er am 13. Oktober 1976 gegen die Irische Nationalmannschaft.

## Ehrung
- Galatasaray Istanbul organisiert seit der Eröffnung des neuen Stadions Türk Telekom Arena, unter der Schirmherrschaft des Hauptsponsors Türk Telekom, vor jedem Heimspiel eine Danksagung für seine ehemaligen legendären Spieler. So wurde am 16. November 2012 im Rahmen der Ligabegegnung gegen Kardemir Karabükspor Akbay eine Dankesplakette für seine langjährigen Dienste und Erfolge überreicht.[2]

## Erfolge
Mit Galatasaray Istanbul
- Türkischer Meister: 1968/69, 1970/71, 1971/72, 1972/73
- Türkischer Pokalsieger: 1973
- Präsidenten-Pokalsieger: 1969, 1972
- Premierminister-Pokalsieger: 1975
- TSYD-Istanbul-Pokalsieger: 1970